# Spookwoord
Een spookwoord is een niet-bestaand woord dat desondanks in een woordenboek opgenomen is. De redenen voor het opnemen lopen uiteen. Veelal ontstaat een spookwoord door ruis in de communicatie tussen de verschillende medewerkers aan een woordenboek. Gewoonlijk overleeft een spookwoord een nieuwe druk van het woordenboek niet, omdat het dan wel is opgemerkt en verwijderd wordt.
Een bekend voorbeeld is het woord dord, dat in 1935 in een uitgave van Webster's Dictionary verscheen. Vier jaar eerder had een medewerker, gespecialiseerd in natuurwetenschappen, een briefje aan een collega afgeleverd met de mededeling "D or d, density". Zijn bedoeling was om de afkorting D of d voor dichtheid aan de lijst met afkortingen toe te voegen, maar zijn medewerker zag de spaties over het hoofd en gaf door dat er een synoniem voor density moest worden toegevoegd. Andere medewerkers wilden blijkbaar niet laten merken dat ze het woord niet kenden. Zo haalde het woord het woordenboek.
Een spookwoord in een Nederlands woordenboek was roltrappist, een grap van een bekende van pater Verschueren, samensteller van het naar hem genoemde woordenboek. Omdat Verschueren veel van het werk alleen deed, was er in eerste instantie niemand om het woord tegen te houden.
Een enkele keer neemt een lexicograaf opzettelijk een spookwoord op, meestal omdat hij zo concurrenten op eventueel plagiaat kan betrappen. Soms dient zo'n woord daarnaast als persoonlijke boodschap of hommage. Zo nam Van Dale eens het spookgezegde Stromen als de Rijn bij Detiger ("zeer voortvarend te werk gaan") op, als eerbetoon aan een zekere Detiger, die decennialang deel uitmaakte van de redactie van dit woordenboek.